# Zoumana Camara
Zoumana Camara, född 3 april 1979 i Colombes, Frankrike, är en fransk före detta fotbollsspelare. Han har även spelat en landskamp för det franska landslaget.
Han blev år 2021 tränare för U19-laget i Paris Saint-Germain.